# Chew Gek Khim
Chew Gek Khim (chinês: 周玉琴, pinyin: Zhōu Yùqín) é uma empresária e investidora de Singapura que é presidente executiva de 34 empresas, incluindo a Straits Trading Company. Ela é neta do ex-presidente do banco OCBC, Tan Chin Tuan, e, de acordo com a Forbes, faz parte de uma das famílias mais ricas de Singapura, com um patrimônio líquido de US$ 1,4 bilhão.

## Biografia
Chew nasceu em Singapura em 1961 e cresceu ao lado de seu avô Tan Chin Tuan. Estudou na Universidade Nacional de Singapura e se formou em direito antes de ingressar no escritório de advocacia Drew & Napier, onde se especializou em direito corporativo. Depois de praticar por três anos, ela saiu para se juntar ao grupo de investimentos de sua família, o Tecity. Chew eventualmente se tornou o presidente executivo da Tecity e supervisionou a eventual aquisição da Straits Trading pela empresa em 2008.
Depois de adquirir a Straits Trading, Chew começou a fazer mudanças em suas operações de mineração, concentrando-se na produção de estanho e diversificando seus interesses para expandir para o mercado imobiliário e hoteleiro. Chew foi eleita como empresário do ano de Singapura em 2014 e 2015.